# Waco CG-3A
Le Waco CG-3A était un planeur militaire américain de transport de troupes de taille moyenne, conçu par le constructeur Waco Aircraft Company (Waco) pour les militaires américains pendant la Seconde Guerre mondiale.

## Conception et développement
Le CG-3A fut le premier planeur transporteur de troupes produit en série de l'US Army Air Forces (USAAF). 300 exemplaires de cet appareil à neuf places furent initialement commandés, mais 200 appareils furent retirés de cette commande. Quelques-uns des 100 exemplaires produits par Commonwealth Aircraft, Inc. (anciennement la Rearwin Aircraft) furent utilisés comme appareils d'entraînement pour le CG-4A, plus performant, mais la plupart des exemplaires restèrent en stockage emballés dans leurs caisses de transport.
Le CG-3A de production fut développé à partir du XCG-3 expérimental, qui fut l'unique exemplaire réellement construit par la Waco Aircraft Company (WACO), recevant le serial 41-29617 de la part l'USAAF.

## Rôle pendant la Seconde Guerre mondiale
Le CG-3A devint obsolète avec le développement par Waco d'un planeur bien plus performant, le CG-4A à quinze places, disposant de plus d'une capacité à transporter alternativement de l'équipement militaire. Le CG-3A ne vit jamais le moindre combat et seulement quelques exemplaires furent utilisés sporadiquement pour effectuer des vols d'entraînement.

## Versions
- XCG-3 : Prototype de planeur à huit places, produit à un seul exemplaire en 1942[2] ;
- CG-3A : Version de production, à neuf places. 100 exemplaires furent produits par Commonwealth Aircraft, Ltd.[2].

## Utilisateur
- États-Unis : United States Army Air Forces.

## Caractéristiques (CG-3A)
Données de The Concise Guide to American Aircraft of World War II.
Caractéristiques générales
- Équipage : 2 pilotes
- Capacité : 7 passagers
- Longueur : 13,21 m
- Envergure : 22,28 m
- Masse à vide : 927 kg
- Masse maximale au décollage : 1 996 kg

 Performances 
- Vitesse de croisière : 161 km/h
- Vitesse de décrochage : 61 km/h
- Vitesse de remorquage : 193 km/h

### Articles
- (en) « Transport Gliders : The Rise and Demise of a Weapon: Part Four », Air Enthusiast, Bromley, Royaume-Uni, vol. 2, no 6,‎ juin 1972, p. 318–322.